# التمرد الفارسي
التمرد الفارسي كان تمردًا نجاحًا وقع في محافظة بارس القديمة اللتي كانت تحت حكم الإمبراطورية الميدية. قاد كورش الكبير التمرد حينما أعلنت المحافظة استقلالها، حيث نجحت في ثورتها ثم انفصلت من الإمبراطورية الميدية. كورش والفرس لم يتوقفوا هناك حيث احتلوا الإمبراطورية نفسها.

## رواية هيرودوت
تغطي كتابات المؤرخ اليوناني هيرودوت الأحداث التي أدت للتمرد. يقال أن أستياجيس، ملك إمبراطورية ميديا، كان قد حلم أن تلد ابنته، ماندانا الميدية ابنًا يسقطه ويدمر إمبراطوريته. وخوفًا من أن يصبح هذا الحلم حقيقة، فقد زَوَّجها من قمبيز الأول، الذي اعتبر أنه لا يشكل تهديدًا لإمبراطوريته.
كان لدى قمبيز وماندانا ابن هو كورش الثاني، وقد عاشا بسلام بعد ولادة الطفل مباشرة. ومع ذلك، فإن هذا السلام لن يستمر لأن أستياجيس كان قد حَلُم ثانيةً بتدمير إمبراطوريته. فلهذا قرر أن يقتل الطفل، وأرسل جنرالًا له هو هارباك لقتل الطفل. ومع أن هارباك كان مخلصًا لملكه، إلا أنه لم يرغب في إراقة الدماء الملكية فقرر خداع الملك بعد أن وجد راعيًا أنجب طفلاً ميتًا حيث أعطاه كورش، وأخذ الطفل الميت إلى الملك ليثبت موته، وهو ما كان كافيًا لتهدئة أستياجيس.
نشأ سايروس مع الراعي، وقد عرف أستياجيس في النهاية أنه الابن الحي لقمبيز عندما كان عمره عشر سنوات. كان أستياجيس يخطط الآن لقتل الصبي، لكنه لم يخضع لنصيحة المجوس، واختار السماح له بالعيش ومعاقبة هارباك. كانت عقوبته مأدبة طعام قام فيها أستياجيس بإطعام ابنه. خلف كورش والده كحاكم لأنشان، كما قرر التمرد بعد نصيحة من هارباك بالإضافة إلى دعم إمبراطوريته الصغيرة.

## التمرد
استمر التمرد من 552 قبل الميلاد إلى 550 قبل الميلاد.  امتدت الحرب إلى محافظات أخرى متحالفة مع الفرس. لقد حقق الميديون نجاحات مبكرة في المعركة، لكن عودة كورش الكبير وجيشه، الذي قيل أنه شمل هارباك، المتحالف الآن مع الفرس، كان ساحقًا للغاية، وتم غزو الميديين أخيرًا بحلول عام 549 قبل الميلاد. هكذا ولدت أول إمبراطورية فارسية.

## النتيجة
مع هزيمة أستياجيس، تعامل كورش الكبير مع الملك الميدي المخلوع بشرف، وحافظ عليه وسمح له بالاحتفاظ بمنصب داخل بلاطه. نمت الإمبراطورية الفارسية من كونها كانت تحت حكم الميديين إلى دمج العديد من الدول الأخرى فيها بسبب حملات كورش الكبير، الذي احتل إمبراطورية ليديا ولاحقًا آسيا الصغرى.